# Kiedy rozum śpi
Kiedy rozum śpi (fr. Coupable d'innocence ou quand la raison dort) – polsko-francuski film psychologiczno-kostiumowy z 1992 w reżyserii Marcina Ziębińskiego.

## Obsada
- Ute Lemper - Bless
- Jonathan Zaccai - Maksymilian Bardo
- Phillippine Leroy-Beaulieu - Eberlen
- Andre Wilms - Bicken
- Wojciech Pszoniak - Ottenhagen
- Janusz Gajos - Cinqueda
- Jan Peszek - Kaltfisch
- Paweł Wilczak - Mateusz
- Witold Dębicki
- Magdalena Wójcik

## Ścieżki dźwiękowe w filmie
1. Utwór muzyczny: Judasz Machabeusz
- Muzyka: Georg Friedrich Handel
- Wykonanie muzyki: Orkiestra Filharmonii Łódzkiej
- Dyrygent: Zdzisław Szostak

2. Utwór muzyczny: Msza
- Muzyka: Georg Friedrich Handel
- Wykonanie muzyki: Orkiestra Symfoniczna Filharmonii Narodowej (Warszawa)
- Dyrygent: Kazimierz Kord